# メイズ (バンド)
メイズ（Maze）もしくは、メイズ・フィーチャリング・フランキー・ビヴァリー（Maze Featuring Frankie Beverly）ないしフランキー・ビヴァリー&メイズ（Frankie Beverly & Maze）は、アメリカのソウル・バンドである。1970年代後半にデビューしている。

## キャリア
リード・シンガーであるフランキー・ビヴァリーのソウルフルな歌声が特徴で、アーティスト名としては、ほとんど「メイズ・フィーチャリング・フランキー・ビヴァリー」が用いられる。1977年にデビューし、1978年には『見出された時間（Golden Time of Day）』を発表した。1981年のアルバム『ライブ・イン・ニューオリンズ』は全米ポップ・アルバム・チャートの50位内にランク・インした。1985年のアルバムあたりから注目度も高まり、同アルバムには「バック・イン・ストライド」が収録されていた。1989年のシングル「Can't Get Over You」は、ソウル・チャートの1位に輝いた。ライブ盤の評価も高い。

## ディスコグラフィ

### スタジオ・アルバム
- 『カリフォルニアの光』 - Maze Featuring Frankie Beverly (1977年、Capitol)
- 『見出された時間』 - Golden Time of Day (1978年、Capitol)
- 『インスピレーション』 - Inspiration (1979年、Capitol)
- 『ジョイ・アンド・ペイン』 - Joy and Pain (1980年、Capitol)
- 『ウィ・アー・ワン』 - We are one (1983年、Capitol)
- 『キャント・ストップ・ザ・ラヴ』 - Can't stop the love (1985年、Capitol)
- 『シルキー・ソウル』 - Silky Soul (1989年、Warner Bros.)
- 『バック・トゥ・ベイシックス』 - Back to Basics (1993年、Warner Bros.)

### ライブ・アルバム
- 『ライヴ・イン・ニューオリンズ』 - Live in New Orleans (1981年、Capitol)
- 『ライブ・イン・ロサンゼルス』 - Live in Los Angeles (1986年、Capitol)

### コンピレーション・アルバム
- Southern Girl (1988年、Capitol)
- The Greatest Hits of Maze...Lifelines, Vol. 1 (1989年、Capitol)
- Anthology (1996年、The Right Stuff)
- Greatest Slow Jams (1998年、The Right Stuff)
- Classic Masters	 (2002年、Capitol)
- Greatest Hits (2004年、The Right Stuff)
- 『フリー・ソウル ドライヴ・ウィズ・メイズ』 - Free Soul - Drive With Maze (2006年、Capitol)
- Greatest Hits (2011年、Capitol)